# حمض المالييك
حمض المالييك (أو حمض المالئيك) هو مركب عضوي ينتمي لمجموعة الأحماض الكربوكسيلية وهو ثنائي الوظيفة الحمضية، إذ توجد مجموعتي كربوكسيل في البنية. وهو المتماكب المقرون (cis) من حمض البوتينـديويك، في حين أن حمض الفوماريك هو الشكل المفروق (trans).

## المالييت
أيون المالييت هو الشكل المتأين من حمض المالييك. هذا الأيون مفيد في الكيمياء الحيوية كعامل مثبط لتفاعلات الإنزيم الناقل للأمين. تسمّى إسترات حمض المالييك بالمالييت أيضاً، مثل ثنائي ميثيل مالييت.